# Maeklong (1936)
Maeklong (taj.: แม่กลอง) – eskortowiec marynarki wojennej Tajlandii z okresu II wojny światowej i powojennego, zbudowany w Japonii, jeden z dwóch okrętów typu Tachin. Klasyfikowany w literaturze jako slup, a po wojnie fregata, pełnił w czasie pokoju rolę okrętu szkolnego. Wszedł do służby w Królewskiej Marynarce Wojennej Syjamu (Tajlandii) w 1937 roku, a wycofany został z niej po ponad 57 latach, w 1995 roku, po czym zachowany jako okręt-muzeum.

## Budowa
Dwa okręty typu Tachin zostały zamówione w ramach dużego programu rozbudowy Królewskiej Marynarki Wojennej Tajlandii, wówczas noszącej nazwę Syjamu, z 1935 roku. Miały to być uniwersalne okręty, pełniące w czasie pokoju rolę okrętów szkolnych i funkcję prezentacji bandery za granicą, a w czasie wojny rolę kanonierek lub eskortowców. Za literaturą anglojęzyczną najczęściej określane są jako slupy, także jako eskortowce, a po wojnie jako fregaty.
Oba okręty typu Tachin zbudowała stocznia Uraga Dock w Yokosuce. „Maeklong” był drugim okrętem typu i oficjalnie stępkę pod jego budowę położono 24 lipca 1936 roku – w dniu wodowania pierwszego „Tachina”. Otrzymał nazwę od rzeki Maeklong (taj.: แม่กลอง). Spotykana jest też w literaturze transkrypcja nazwy: „Meklong”. Okręt wodowano już 27 listopada 1936 roku, a wszedł do służby 10 czerwca 1937 roku.

## Opis

### Opis ogólny

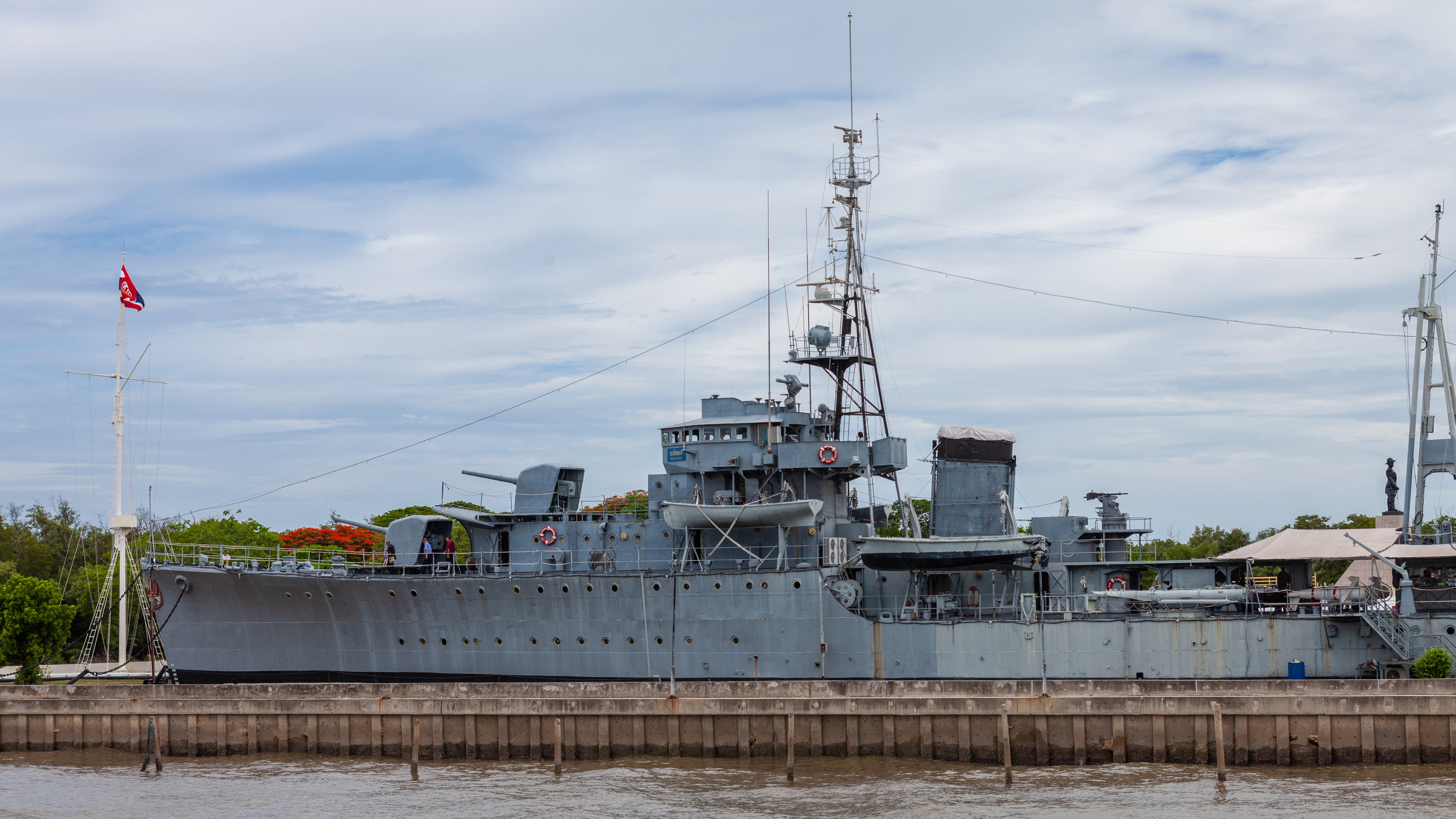
„Maeklong” jako okręt-muzeum

Okręty miały architekturę podobną do niszczycieli, dzięki cechom takim jak podwyższony pokład dziobowy tylko na ok. 40% długości kadłuba, rozmieszczenie czterech dział artylerii głównej w superpozycji oraz niezabudowany pokład górny na śródokręciu między kominem a nadbudówką rufową, gdzie umieszczono wyrzutnie torpedowe. Załoga liczyła maksymalnie 155 osób (wraz z kadetami, w roli okrętu szkolnego).
Długość całkowita okrętów wynosiła 82 m, szerokość 10,36 m, a zanurzenie 3,14 m. Wyporność standardowa była określona na 1400 ts (ton angielskich), a wyporność pełna na 2000 ts.
Okręt napędzany był przez dwie pionowe maszyny parowe potrójnego rozprężania o łącznej mocy indykowanej 2500 hp, poruszające dwa wały śrub. Parę dostarczały dwa kotły wodnorurkowe. Prędkość maksymalna wynosiła 17 węzłów. Okręt zabierał 487 ton paliwa. Zasięg wynosił 8000 mil morskich przy prędkości 12 węzłów.

### Uzbrojenie
Główne uzbrojenie artyleryjskie składało się z czterech pojedynczych japońskich armat kalibru 120 mm Typ 3 o długości lufy 45 kalibrów (L/45). Działa wyposażone były w głębokie maski ochronne japońskiego wzoru i umieszczone były po dwa na dziobie i rufie w superpozycji. Uzbrojenie przeciwlotnicze było słabsze i stanowiły je tylko dwa pojedyncze włoskie działka automatyczne kalibru 20 mm Breda model 1939 L/65, uzupełniane przez dwa karabiny maszynowe kalibru 7,7 mm. 
Okręt miał ponadto uzbrojenie torpedowe w postaci czterech wyrzutni torpedowych kalibru 450 mm, w dwóch podwójnych aparatach ustawionych na pokładzie górnym za kominem na każdej z burt. Był przystosowany także do stawiania min. Mógł być również wyposażony w trały do trałowania min.
Wkrótce po II wojnie światowej (przed 1953 rokiem) „Maeklong” został dozbrojony w dwa automatyczne działa przeciwlotnicze kalibru 40 mm Bofors L/60. Do początku lat 70. wyrzutnie torped zostały usunięte, natomiast okręt miał już wówczas trzy działa przeciwlotnicze kalibru 40 mm i trzy kalibru 20 mm. W 1974 roku działa kalibru 120 mm artylerii głównej zostały natomiast zamienione na cztery amerykańskie armaty uniwersalne kalibru 76 mm (3 cale) L/50.
Okręt pierwotnie mógł przenosić wodnosamolot typu Watanabe WS-103, opuszczany na wodę za pomocą dźwigu, z którego jednak następnie zrezygnowano.

## Służba

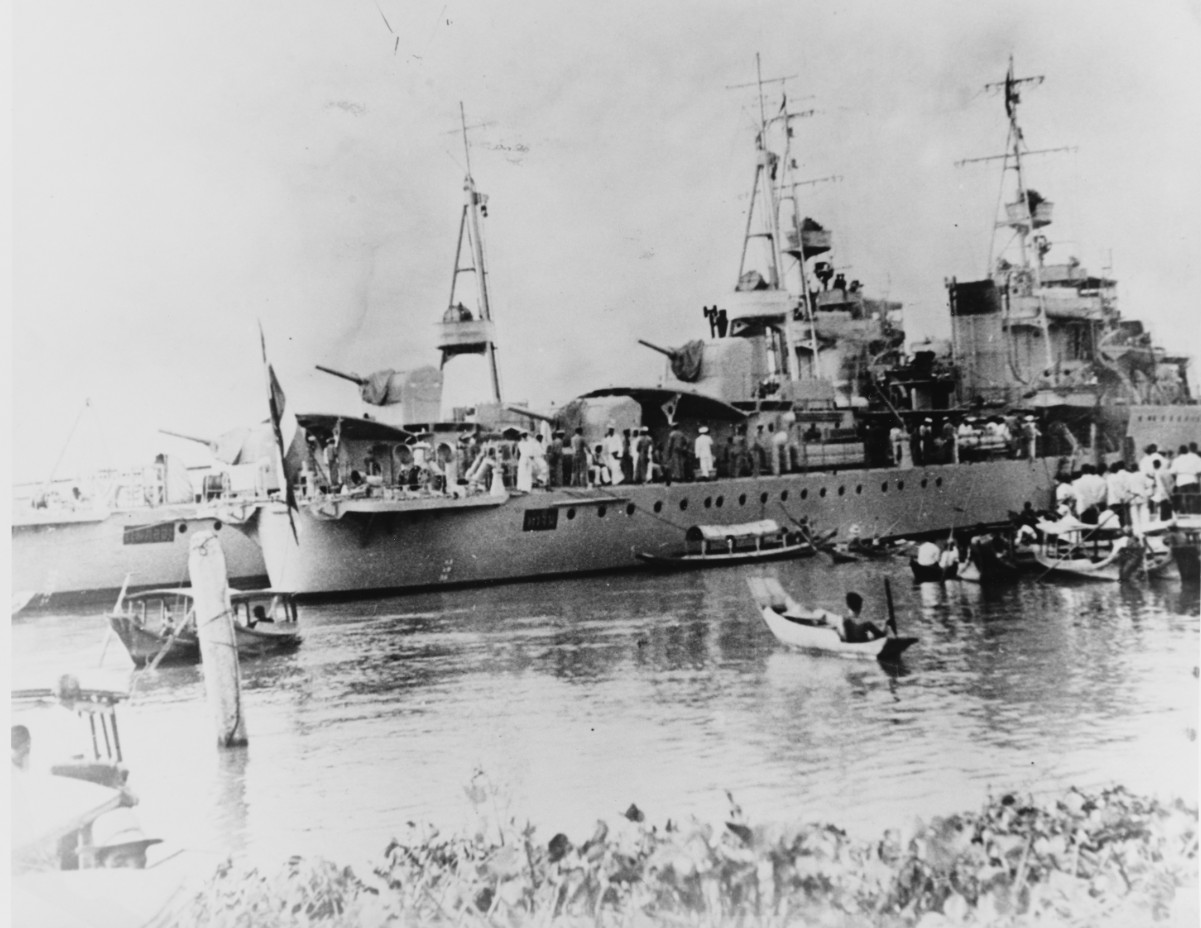
Oba okręty typu Tachin

„Maeklong” wszedł do służby w Królewskiej Marynarce Wojennej Tajlandii (do 1939 roku: Syjamu) 10 czerwca 1937 roku. Nie brał udziału w starciach wojny francusko-tajlandzkiej na przełomie 1940/41 roku.
„Maeklong” przetrwał II wojnę światową, podczas której Tajlandia pod naciskiem japońskim wypowiedziała wojnę Wielkiej Brytanii i USA, lecz jej marynarka nie była aktywnie używana w walkach z tymi państwami – aczkolwiek bliźniaczy okręt „Tachin” został zniszczony przez lotnictwo brytyjskie. 
Po wojnie okręt kontynuował służbę, klasyfikowany jako fregata, lecz używany jedynie jako okręt szkolny. Na początku lat 70. nosił numer burtowy: 3. W 1974 roku został przezbrojony w amerykańskie armaty uniwersalne mniejszego kalibru 76 mm. Między 1994 a 1996 rokiem numer burtowy zmieniono na 414. Został wycofany ze służby 20 marca 1995 roku, po czym został przekształcony w 1996 roku w okręt-muzeum, w prowincji Samut Prakan.